# Batavia Township (Illinois)
Pour les articles homonymes, voir Batavia Township et Batavia.
Batavia Township est un township du comté de Kane dans l'Illinois, aux États-Unis,.

## Source de la traduction
- (en) Cet article est partiellement ou en totalité issu de l’article de Wikipédia en anglais intitulé « Batavia Township, Kane County, Illinois » (voir la liste des auteurs).